# Zegrze Pomorskie
Zegrze Pomorskie (przed 1945 r. niem. Seeger) – wieś w Polsce położona w województwie zachodniopomorskim, w powiecie koszalińskim, w gminie Świeszyno, przy trasie drogi wojewódzkiej nr 168. Ok. 2 km na południowy wschód od wsi znajduje się lądowisko Koszalin-Zegrze Pomorskie, dawniej użytkowane jako lotnisko Koszalin-Zegrze Pomorskie.
Według danych z końca grudnia 1999 r. wieś miała 408 mieszkańców.
W skład sołectwa "Zegrze Pomorskie" wchodzą również miejscowości Czaple, Sieranie i Zegrzyn. 
W latach 1975–1998 miejscowość administracyjnie należała do województwa koszalińskiego.